# Märkischer Kreis
Märkischer Kreis är ett distrikt i förbundslandet Nordrhein-Westfalen, Tyskland.

Gemeinden i Märkischer Kreis

1. ↑  GeoNames, 2005, Geonames-ID: 2803460, läs online och läs online.[källa från Wikidata]
2. ↑  läs online, www.maerkischer-kreis.de .[källa från Wikidata]
3. ↑  läs online, www.it.nrw.de .[källa från Wikidata]